# Вампилон, Баяртон Ванданович
Баяртон Ванданович Вампилон или Баэртон Гандалович Вампилун или Борис Владимирович Вампилов, вариант имени Баярто (27 августа 1887, с. Алари, Иркутской губернии — 1937?) — бурятский политический деятель, член Учредительного собрания.

## Биография
Отец Баяртона, Вандан, в юности был послушником Аларского дацана, где его отец Вампилун служил казначеем. Но в 1874 году Вандан ушёл из монастыря, женился и стал заниматься крестьянским трудом. Вместе с его женой Шархунай (в крещении и замужестве Натальей Балюевной Вампиловой) они вырастили 11 детей.
Родился, по предположению Елены Гушанской, 27 августа, а 2 декабря 1887 года был крещён. Тем не менее в 16 лет, то есть примерно в 1903 году, по буддийскому обряду, якобы, был посвящён в убуши (низшая степень монашества). В 1906 году окончил Иркутскую учительскую семинарию. Во время обучения сумел подготовить свою сестру Варвару (Долгор) к экзаменам при поступлении в  Центральную женскую фельдшерскую школу в Иркутске Полгода служил сельским учителем, но в феврале 1907 года его уволили из-за того, что он отказался повесить в классе икону и за «злоупотребление бурятским языком».
В августе 1907 году уехал в Санкт-Петербург, где поступил на Черняевские образовательные курсы. Там учился одновременно с Питиримом Сорокиным и Николаем Кондратьевым. Параллельно с учёбой был сотрудником этнографического музея, где под руководством профессора И. К. Волкова регистрировал этнографические коллекции. В 1910 году его исключили из последнего класса реального училища. Но по словам биографа его знаменитого внучатого племянника, драматурга А. В. Вампилова, Баяртон благодаря попечению того же Агвана Доржиева окончил естественное отделение Санкт-Петербургского университета. То, что у Баяртона было высшее образование подтверждает следственное дело 1932 года. Как пишет биограф Ангвана Доржиева, А. И. Андреев: «Весной 1911 года Доржиев поселил в только что отстроенном доме рядом с храмом, в качестве своего доверенного, бурята-студента университета Б. В. Вампилова, поручив ему наблюдение ходом строительства. Эта мера, впрочем, не смогла предотвратить кражи ряда бронзовых предметов со стройки, происшедшей несколько месяцев спустя». Колоритная деталь о трудностях строительства буддийского храма в Санкт-Петербурге также подтверждает, что Баярто Вампилон учился в Санкт-Петербургском университете.
В декабре 1908 года Борис Вампилов подал прошение в Департамент Духовных дел Иностранных Исповеданий о переходе из православия «в религию моих предков, которую я исповедовал со дня моего рождения». К прошению прилагался отчёт в Петербургскую духовную консисторию проиерея Владимира Галкина, что «пасторское увещевание» Вампилова не помогло. Через год было запрошено и получено свидетельство настоятеля Аларского дацана Нанзана Гармаева:
Предок Бориса Владимирова Вампилова, Вампил Базоев, с 1830 года по 1885 годы был духовным лицом при Аларском дацане, занимая должность казначея, а в последнее время должность штатного ламы. Вампил Базоев до посвящение его  духовное звание был женатым миряниным и имел сыновей, из которых Уандан Вампилов получил духовное образование в Цианитской школе (религиозно-философская школа) и впоследствии занял должность ламы (духовного лица) в том же Аларском дацане; но в 1874 году он оставил монашескую жизнь и сделался простым мирянином. Сын Уандан Вампилова, Баерто Сандан - Вампилун (по крещении Борис Владимирович), имея деда и отца буддистов, в силу неизбежности должен был получить соответствующее религиозное воспитание, благодаря которому он, официально числясь православным, фактически остался буддийским прихожанином местного дацана. Поэтому переходу из православия в буддизм, который он исповедовал и исповедует, препятствовать не могу.
Настоятель Аларского дацана - Шеретуй Нанзан Гармаев. /Собственноручная подпись и Печать/ Аларь 1910 г., января 5 дня.
14 октябяря 1910 года прошение Б. Вампилова было удовлетворено, о чём было сообщено в уведомлении № 8457, направленном настоятелю дацана Нанзану Гармаеву.
С 1910 года попал под полицейский надзор в связи с делом группы «молодых эсеров». С 1911 года член партии социалистов-революционеров.
В 1917 году стал членов руководства Бурятского национального комитета, входил в состав губернского земельного комитета.
В конце 1917 года избран в Учредительное собрание от Иркутского округа по списку № 5 (бурятский национальный комитет). В Петроград не выезжал.
В 1918 году входил в Сибирский областной исполком. Был избран членом Сибирской областной думы, как член Всероссийского учредительного собрания. Подписал декларацию Сибирской областной думы от 19 февраля 1918 г. (Декларация была составлена в конце января, но опубликовать её удалось лишь 19 февраля). Стал кандидатом в члены Сибирского исполнительного комитета (одновременно членами стали казах Алимхан Ермеков и якут Семён Новгородов, кандидатом в члены от татар — Юсуф Саиев). 
В 1919 году являлся товарищем министра финансов «Велико-Монгольского государства». Служил комиссаром бурятского конного полка. В 1920 году стал товарищем министра земледелия правительства ДВР.
Начиная с 1923 года участвовал в подготовке, а с января 1924 по май 1925 года участвовал в самой 2-й секретной тибетской экспедиции НКИД СССР под руководством С. С. Борисова. В экспедиции отвечал за научную работу. В 1925 служил в Москве. С 1926 года работал ученым-консультант Экономического совета (ЭКОСО) МНР.
В начале 1937 года был ответственным секретарем комиссии партийного контроля по БМ АССР.
Был арестован в июле 1931 (по другим сведениям 13 июля 1932 г.) в МНР по обвинению в попытке «реставрации феодальной Монголии». Обвинён по ст. 58-10 ч. 2, следствие вёл Бурят-Монгольский ОО ОГПУ. 27 сентября 1932 года освобождён с формулировкой «дело прекращено за отсутствием состава преступления». По этому делу реалибитирован 3 декабря 1996 года прокуратурой Республики Бурятия.
В 1937 арестован управлением НКВД по Иркутской области как один из идеологов бурятской «буржуазно-националистической, пан-монгольской, шпионско-диверсионной, повстанческой организацией», которая якобы была создана во время гражданской войны разведывательным отделом штаба Квантунской армии. В создании и руководстве организацией обвинялись также Эльбек-Доржи Ринчино, профессор Базар Барадин, Даши Сампилон и другие.

## Семья
- Брат — Елоосэ (Игнатий), крестьянин[4].
- Брат — Сагадар (Семён), крестьянин[4].
- Брат — Собо (Савелий), крестьянин[4].
- Брат — Егор, крестьянин[4].
- Брат — Будихал (Никита) (1875—1910[14]), лама Аларского дацана[2], дед драматурга А. В. Вампилова[4].
- Брат — Иосиф, умер в молодости[4][c].
- Брат — Роман (1884?[2]—?), выпускник учительской семинарии, сотрудник и переводчик в Санкт-Петербурге Ангвана Доржиева, куда приехал в 1909 году (вместе с младшим братом Баяртоном (Борисом)), выпускник восточного факультета (1916[2]), автор эскиза Буддийского храма для архитектора Г. В. Барановского[4]. В июле 1913 женился на Марии Николаевне Богдановой[2], сестре Михаила Богданова[15]. У них сын архитектор Андрей Вампилов (Аюша[15]).
- Сестра — Долгор (Варвара) (1888(?) — 29 ноября (12 декабря) 1914) — одна из первых бурятских акушерок-фельдшериц, основательница первого фельдшерского пункта в Аге, погибла в 26 лет при борьбе с эпидемией сыпного тифа в Урге, жена Цыбена Жамцарано
- Брат — Найдан (Николай), выпускник учительской семинарии, учитель в Аларском районе, член Сибирской областной группы от Иркутского бурятского национального комитета[9], отец актёра Б. Н. Вампилова[4].
- Сестра — Анна, выпускница учительской семинарии, преподавала в Монголии, затем в СССР[4]. Ее дочь, хирург Анна Даниловна Абашеева, хранительница семейной реликвии, кольца с медицинской символикой, которое Цыбен Жамцарано подарил Варваре[16].
- Жена — Дора Родионовна, урождённая ?

## Научные труды
- Отчет Б. В. Вампилуна о поездке к бурятам Иркутской губернии летом 1913 г. // Известия Русского Комитета для изучения Средней и Восточной Азии в историческом, археологическом, лингвистическом и этнографическом отношениях. Серия II. № 3. Пг., 1914. С. 147—152.
- Вампилун Б. Итоги переписи за 1924—1925 г.г. // Хозяйство Монголии. 1928. No 2 (9). С. 42-51

## Адреса
- Конец 1908 — начало 1909 — Санкт-Петербург, Съезжинская ул, д. 11/5 кв. 32[2].
- 1910 — Санкт-Петербург, Английский проспект, д. 23, кв. 6[2].

## Комментарии
1. ↑  В большинстве источников дата рождения как 1889 год. Елена Гушанская сообщает, что хотя в деле Б. В. Вампилова в РГИА нет его метрического свидетльства, она  из "косвенных упоминаний в документах" делает вывод, что он родился 27 августа 1887 года, и был крещен 2 декабря того же года[2]. Здесь принимается эта дата, так как из жизнеописания его сестры Варвары следует, что она была младше Бориса, а она умерла в 1914 году, 26 лет от роду.
2. ↑  Сведения о посвящении в убуши приведены отчёте протоиерея Владимира Галкина в Петербургскую духовную консисторию в качестве оправдания, почему его "пасторское увещевание" бесполезно. Очевидно, что это ему сообщил сам Борис Вампилов, заинтересованный в исходе дела[2].
3. ↑  Елена Гушанская, соглашаясь с Андреем Румянцевым, автором биографии А. В. Вампилова, что детей было 11[4], не приводит имени Иосифа, но упоминает о существовании сына по имени Опо (Андрей)[2].